# Седъёль (приток Бур-Кема)
Седъёль (устар. Сед-Ёль) — река в России, течет по территории района Сосногорск Республики Коми. Устье реки находится в 19 км по левому берегу реки Бур-Кем. Длина реки составляет 12 км.

## Данные водного реестра
По данным государственного водного реестра России относится к Двинско-Печорскому бассейновому округу, водохозяйственный участок реки — Печора от впадения реки Уса до водомерного поста Усть-Цильма, речной подбассейн реки — Печора ниже впадения Усы. Речной бассейн реки — Печора.
Код объекта в государственном водном реестре — 03050300112103000075793.